# Podochilus smithianus
Podochilus smithianus är en orkidéart som beskrevs av Rudolf Schlechter. Podochilus smithianus ingår i släktet Podochilus och familjen orkidéer. Inga underarter finns listade i Catalogue of Life.